# Římskokatolická farnost Dolany u Olomouce
Římskokatolická farnost Dolany u Olomouce je jedno z územních společenství římských katolíků s farním kostelem sv. Matouše v olomouckém děkanátu olomoucké arcidiecéze. Farní úřad je spravován Komunitou Blahoslavenství, fara je součástí areálu místního komunitního domu.

## Historie farnosti
První písemná zmínka o farnosti je z roku 1373, farnost spadala pod správu kartuziánského kláštera Vallis Josaphat v Dolanech, který byl v roce 1425 obsazen husity a zbořen a přenesen do Olomouce, kde přetrval až do roku 1782.

## Sakrální stavby ve farnosti
- Farní kostel sv. Matouše v Dolanech
- Zřícenina kartuziánského kláštera v Dolanech
- Kaple svatých Petra a Pavla ve Vésce
- Kaple svatého Cyrila a Metoděje v Tovéři
- Kaple Panny Marie v Bělkovicích

## Duchovní správci
Farářem je od roku 2015 R. D. ThLic. Vojtěch Karel Koukal, člen Komunity Blahoslavenství sídlící ve farnosti.